# Malaury Martin
Malaury Martin (Nizza, 25 agosto 1988) è un ex calciatore francese, centrocampista.

## Carriera

### Club

#### Gli esordi in patria
Martin ha cominciato la carriera con la maglia del Monaco. Ha esordito nella Ligue 1 il 12 gennaio 2008, sostituendo Lucas Bernardi nella vittoria per 1-0 sul Lorient. Nella stessa stagione, ha totalizzato 8 presenze in squadra, 7 delle quali in campionato e una nella Coupe de France.
La stagione successiva ha giocato nel Nîmes, con la formula del prestito. Ha debuttato nella Ligue 2 il 12 settembre 2008, nella sconfitta casalinga contro il Tours, col punteggio di 0-1. Dopo 14 presenze nella serie cadetta e 2 nella Coupe de la Ligue, Martin è tornato al Monaco, dove non è stato più impiegato in incontri ufficiali.

#### L'approdo in Inghilterra
Martin ha sostenuto un provino con gli inglesi del Blackpool, prima di firmare un contratto annuale con il club. Il giocatore è arrivato a parametro zero. Non ha disputato alcun incontro ufficiale per i Tangerines, lasciando così il club a fine stagione.
Nell'estate 2011, ha sostenuto quindi un provino con il Middlesbrough ed è diventato il primo calciatore ingaggiato dal Boro nel corso di quella stagione. Ha debuttato in squadra il 13 agosto 2011, subentrando a Barry Robson nella vittoria per 0-1 sul campo del Leeds, in una sfida valida per la Football League Championship 2011-2012. Il 21 agosto successivo, ha realizzato un gol nella vittoria per 3-1 sul Birmingham City, rete che è diventata la sua prima marcatura nel calcio professionistico. A fine stagione, si è svincolato dal club. Poco dopo, Martin ha sostenuto un provino con il Barnsley, che non lo ha portato ad ottenere un contratto.

#### Losanna
A febbraio 2013, è stato ingaggiato dagli svizzeri del Losanna, a cui si è legato con un contratto valido fino al termine della stagione in corso. Ha debuttato in squadra il 3 marzo, schierato titolare nel pareggio a reti inviolate contro il Grasshopper. Il 3 maggio ha realizzato l'unica rete in squadra, nel pareggio per 1-1 contro lo Zurigo. A fine stagione, si è ritrovato svincolato.

#### Sandnes Ulf
A febbraio 2014, si è aggregato ai norvegesi del Sandnes Ulf per sostenere un provino. Il 24 febbraio, ha firmato ufficialmente un contratto biennale con il club. Ha esordito nell'Eliteserien il 30 marzo 2014, schierato titolare nel pareggio per 1-1 contro l'Odd. Il 27 aprile, ha subito la rottura del legamento nel corso della sfida persa per 1-3 contro il Molde, infortunio che gli ha fatto concludere la stagione anzitempo. Nel frattempo, il Sandnes Ulf è retrocesso in 1. divisjon al termine dell'annata.
È tornato a calcare i campi da gioco in partite ufficiali in data 6 aprile 2015, schierato titolare nel pareggio per 2-2 contro lo Jerv: nel corso della stessa gara, ha segnato la prima rete con questa maglia. Il 29 luglio successivo, il Sandnes Ulf ha comunicato sul suo profilo Twitter ufficiale che Martin aveva rescisso il contratto che lo legava al club.

#### Lillestrøm
Il 1º agosto 2015 è passato ufficialmente al Lillestrøm, firmando un contratto valido per il successivo anno e mezzo: ha scelto il numero 8. Ha esordito in squadra il 9 agosto successivo, schierato titolare nella sconfitta interna per 0-5 contro il Rosenborg. Il 21 agosto ha trovato la prima rete, con cui ha sancito il successo per 1-0 sul Tromsø. Si è svincolato al termine del campionato 2016.

#### Hearts
Libero da vincoli contrattuali, in data 17 gennaio 2017 ha firmato un contratto valido per i successivi tre anni e mezzo con gli scozzesi degli Hearts.

#### Palermo
Rescisso consensualmente il contratto che lo legava agli Hearts, il 12 agosto 2019 si aggrega al ritiro del nuovo Palermo presso la località madonita di Petralia Sottana. Superato il periodo di prova con esito positivo, viene tesserato ufficialmente il 25 agosto successivo, nel giorno del suo compleanno. La settimana seguente, il 1º settembre, debutta in campionato, nella vittoria di misura contro il Marsala. Il primo gol, invece arriva il 3 novembre 2019, nell'ampia vittoria contro il Corigliano per 6-0.
Il 9 novembre 2020 indossa la fascia da capitano in occasione del Derby di Sicilia, complici le assenze di Santana e Crivello.

#### Casale
Dopo essere rimasto svincolato, passa al Casale in Serie D.

### Nazionale
Martin ha rappresentato la Francia a livello Under-17, Under-18, Under-19 e Under-21, formazioni di cui è stato anche capitano.

## Statistiche

### Presenze e reti nei club
| Stagione           | Club               | Campionato         | Campionato | Campionato | Coppe nazionali | Coppe nazionali | Coppe nazionali | Coppe continentali | Coppe continentali | Coppe continentali | Supercoppe | Supercoppe | Supercoppe | Totale | Totale |
| Stagione           | Club               | Comp               | Pres       | Reti       | Comp            | Pres            | Reti            | Comp               | Pres               | Reti               | Comp       | Pres       | Reti       | Pres   | Reti   |
| ------------------ | ------------------ | ------------------ | ---------- | ---------- | --------------- | --------------- | --------------- | ------------------ | ------------------ | ------------------ | ---------- | ---------- | ---------- | ------ | ------ |
| 2005-2006          | Monaco             | L1                 | 1          | 0          | CF+CdL          | 0               | 0               | -                  | -                  | -                  | -          | -          | -          | 1      | 0      |
| 2006-2007          | Monaco             | L1                 | 0          | 0          | CF+CdL          | 0               | 0               | -                  | -                  | -                  | -          | -          | -          | 0      | 0      |
| 2007-2008          | Monaco             | L1                 | 7          | 0          | CF+CdL          | 1+0             | 0               | -                  | -                  | -                  | -          | -          | -          | 8      | 0      |
| 2008-2009          | Nîmes              | L2                 | 14         | 0          | CF+CdL          | 0+2             | 0               | -                  | -                  | -                  | -          | -          | -          | 16     | 0      |
| 2009-2010          | Monaco             | L1                 | 0          | 0          | CF+CdL          | 0               | 0               | -                  | -                  | -                  | -          | -          | -          | 0      | 0      |
| Totale Monaco      | Totale Monaco      | Totale Monaco      | 8          | 0          |                 | 1               | 0               |                    | -                  | -                  |            | -          | -          | 9      | 0      |
| 2010-2011          | Blackpool          | PL                 | 0          | 0          | FACup+CdL       | 0               | 0               | -                  | -                  | -                  | -          | -          | -          | 0      | 0      |
| 2011-2012          | Middlesbrough      | FLC                | 15         | 3          | FACup+CdL       | 1+2             | 0               | -                  | -                  | -                  | -          | -          | -          | 18     | 3      |
| feb.-giu. 2013     | Losanna            | SL                 | 12         | 1          | CS              | 0               | 0               | -                  | -                  | -                  | -          | -          | -          | 12     | 1      |
| 2014               | Sandnes Ulf        | ES                 | 5          | 0          | CN              | 1               | 0               | -                  | -                  | -                  | -          | -          | -          | 6      | 0      |
| gen.-lug. 2015     | Sandnes Ulf        | 1D                 | 15         | 4          | CN              | 1               | 0               | -                  | -                  | -                  | -          | -          | -          | 16     | 4      |
| Totale Sandnes Ulf | Totale Sandnes Ulf | Totale Sandnes Ulf | 20         | 4          |                 | 2               | 0               |                    | -                  | -                  |            | -          | -          | 22     | 4      |
| ago.-dic. 2015     | Lillestrøm         | ES                 | 11         | 3          | CN              | -               | -               | -                  | -                  | -                  | -          | -          | -          | 11     | 3      |
| 2016               | Lillestrøm         | ES                 | 30         | 7          | CN              | 3               | 0               | -                  | -                  | -                  | -          | -          | -          | 33     | 7      |
| Totale Lillestrøm  | Totale Lillestrøm  | Totale Lillestrøm  | 41         | 10         |                 | 3               | 0               |                    | -                  | -                  |            | -          | -          | 44     | 10     |
| gen.-giu. 2017     | Hearts             | PL                 | 13         | 1          | CS+CdL          | 4+0             | 1+0             | UEL                | -                  | -                  | -          | -          | -          | 17     | 2      |
| 2017-2018          | Hearts             | PL                 | 1          | 0          | CS+CdL          | 0+3             | 0               | -                  | -                  | -                  | -          | -          | -          | 4      | 0      |
| Totale Hearts      | Totale Hearts      | Totale Hearts      | 14         | 1          |                 | 7               | 1               |                    | -                  | -                  |            | -          | -          | 21     | 2      |
| 2018-2019          | Dunfermline        | SC                 | 9          | 0          | SCC             | 2               | 0               | -                  | -                  | -                  | -          | -          | -          | 11     | 0      |
| 2019-2020          | Palermo            | D                  | 24         | 1          | CI-D            | 0               | 0               | -                  | -                  | -                  | -          | -          | -          | 24     | 1      |
| 2020-2021          | Palermo            | C                  | 12         | 0          | -               | -               | -               | -                  | -                  | -                  | -          | -          | -          | 12     | 0      |
| Totale Palermo     | Totale Palermo     | Totale Palermo     | 36         | 1          |                 | 0               | 0               |                    | -                  | -                  |            | -          | -          | 36     | 1      |
| 2021-2022          | Casale             | D                  | 25+1       | 1          | CI-D            | 0               | 0               | -                  | -                  | -                  | -          | -          | -          | 26     | 1      |
| Totale carriera    | Totale carriera    | Totale carriera    | 195        | 21         |                 | 20              | 1               |                    | -                  | -                  |            | -          | -          | 215    | 22     |

## Palmarès

### Club

#### Competizioni interregionali
- Serie D: 1

Palermo: 2019-2020 (girone I)